# Protomicrocotyle mirabilis
Protomicrocotyle mirabilis är en plattmaskart. Protomicrocotyle mirabilis ingår i släktet Protomicrocotyle och familjen Protomicrocotylidae. Inga underarter finns listade i Catalogue of Life.